# 2031
Rok 2031 / MMXXXI
stulecia: XX wiek ~
XXI wiek ~
XXII wiek

dziesięciolecia:
2000–2009 •
2010–2019 •
2020–2029 •
2030–2039

lata: 2021 «
2026 «
2027 «
2028 «
2029 «
2030 «
2031
» 2032
» 2033
» 2034
 
 
 

## Wydarzenia astronomiczne
- Przewidywana data spadnięcia Międzynarodowej Stacji Kosmicznej do Oceanu Spokojnego[1]

## Święta ruchome
- Tłusty czwartek: 20 lutego
- Ostatki: 25 lutego
- Popielec: 26 lutego
- Niedziela Palmowa: 6 kwietnia
- Wielki Czwartek: 10 kwietnia
- Wielki Piątek: 11 kwietnia
- Wielka Sobota: 12 kwietnia
- Wielkanoc: 13 kwietnia
- Poniedziałek Wielkanocny: 14 kwietnia
- Wniebowstąpienie Pańskie: 25 maja
- Zesłanie Ducha Świętego: 1 czerwca
- Boże Ciało: 12 czerwca[2]